# ジェイミー・キング (女優)
ジェイミー・キング（Jaime King, 1979年4月23日 - ）は、アメリカ合衆国ネブラスカ州出身の女優。

## 来歴
オマハ出身。地元のモデリング・スクール『ナンシーバウンズ インターナショナル』にて卒業式のファッションショーで最初にモデルエージェンシーからオファーがもらえず、その悔しさから再度挑戦、NYのモデルエージェンシーに14歳の時に契約、モデルとなる。、『ヴォーグ』を初めとする数々のファッション雑誌の表紙を飾り、16歳までにトップ・モデルとなる。クリスチャン・ディオールやシャネルのショーにも出演した。
2000年の『コスモポリタン誌』において、『Face of 2000』に選ばれる。1999年から女優として活躍し、『パール・ハーバー』、『シン・シティ』といった話題作にも出演。続編の『シン・シティ 復讐の女神』にも出演した。

## 私生活
14歳から19歳までヘロイン中毒の問題を抱えていた。1997年に写真家だったボーイフレンドをヘロイン中毒で亡くし、以後はドラッグを止めている。
2007年に映画監督のカイル・ニューマンと結婚。2013年に第1子の男児、2015年に第2子の男児が誕生。次男はテイラー・スウィフトが代母・後見人となっている。

## フィルモグラフィー

### 映画
| 年   | 邦題/原題                                                  | 役名                    | 備考                   |
| ---- | ---------------------------------------------------------- | ----------------------- | ---------------------- |
| 2001 | ブロウ Blow                                                | クリスティーナ          | ジェームズ・キング名義 |
| 2001 | パール・ハーバー Pearl Harbor                              | ベティ・バイヤー        | ジェームズ・キング名義 |
| 2002 | テキサス・クライム・ジャンクション Lone Star State of Mind | ベイビー                |                        |
| 2003 | バレット モンク Bulletproof Monk                           | ジェイド                |                        |
| 2004 | 最凶女装計画 White Chicks                                  | ヘザー                  |                        |
| 2005 | シン・シティ Sin City                                      | ゴールディ / ウェンディ |                        |
| 2005 | トゥー・フォー・ザ・マネー Two for the Money               | アレクサンドリア        |                        |
| 2005 | 12人のパパ2 Cheaper by the Dozen 2                         | アンネ                  |                        |
| 2006 | 浮気のアリバイ作ります。 The Alibi                         | ヘザー・プライス        | 日本劇場未公開         |
| 2008 | ザ・スピリット The Spirit                                  | ローレライ・ロックス    |                        |
| 2009 | ブラッディ・バレンタイン3D My Bloody Valentine 3D          | サラ・パーマー          |                        |
| 2009 | ファンボーイズ Fanboys                                     | アンバー                |                        |
| 2010 | ビューティフル・バディ A Fork in the Road                  | エイプリル・ロジャース  | 日本劇場未公開         |
| 2010 | マザーズデイ Mother's Day                                  | ベス                    | 日本劇場未公開         |
| 2012 | サイレント・ナイト 悪魔のサンタクロース Silent Night       | オーブリー              |                        |
| 2014 | シン・シティ 復讐の女神 Sin City: A Dame to Kill For       | ゴールディ / ウェンディ |                        |
| 2015 | ベアリー・リーサル Barely Lethal                           | ナイト                  |                        |
| 2018 | 大脱出2 Escape Plan 2: Hades                               | アビゲイル              |                        |
| 2019 | 大脱出3 Escape Plan: The Extractors                        | アビゲイル              |                        |
| 2021 | アウト・オブ・デス Out of Death                            | シャノン・マザース      | 日本劇場未公開         |
| 2022 | コードネーム:バンシー Code Name Banshee                    | デライラ                |                        |
| 2023 | Lights Out                                                 | Detective Ellen Ridgway | ポストプロダクション   |

### テレビ
| 年        | 邦題/原題                                                       | 役名                 | 備考                          |
| --------- | --------------------------------------------------------------- | -------------------- | ----------------------------- |
| 2005      | The O.C.                                                        | メアリー・スー       | 第2シーズン第21話「マイアミ」 |
| 2005-2006 | キッチン・コンフィデンシャル Kitchen Confidential               | ターニャ             | 計13話出演                    |
| 2009-2012 | スター・ウォーズ/クローン・ウォーズ Star Wars: The Clone Wars   | オーラ・シング       | 計7話声の出演                 |
| 2011-2015 | ハート・オブ・ディクシー ドクターハートの診療日記 Hart of Dixie | レモン・ブリーランド | メインキャスト 計76話出演     |
| 2019-     | ブラック・サマー: Zネーション外伝 Black Summer                  | ローズ               | 主演                          |

## 参照
1. ↑  http://www.inkedmag.com/articles/detail/133/hail-to-the-king-/
2. ↑  “James King”.   newfaces.com. 2007年10月7日閲覧。
3. ↑  “James King Biography”.   Yahoo!. 2006年10月15日閲覧。
4. ↑  “Jaime King ties the knot”. Monsters and Critics. (2007年11月26日) 2007年12月18日閲覧。
5. ↑  “『ファンボーイズ』カイル・ニューマン監督に第2子誕生”.   シネマトゥデイ (2015年7月31日). 2015年8月3日閲覧。